# Пуківська сільська рада
| Пуківська сільська рада — орган місцевого самоврядування у Рогатинському районі Івано-Франківської області з адміністративним центром у с. Пуків. Історична дата утворення: в 1944 році. Водоймища на території, підпорядкованій даній раді: річка Студений Потік. Сільській раді підпорядковані населені пункти: - с. Пуків |

## Склад ради
Рада складається з 12 депутатів та голови.

### Керівний склад ради
| ПІБ                           | Основні відомості                                                               | Дата обрання | Дата звільнення |
| ----------------------------- | ------------------------------------------------------------------------------- | ------------ | --------------- |
| Дарміць Любомир Володимирович | Сільський голова, 1948 року народження, освіта                                  | 26.03.2006   | 10.02.2009      |
| Тичківський Любомир Іванович  | Сільський голова, 1960 року народження, освіта, безпартійний                    | 21.06.2009   | 31.10.2010      |
| Тичківський Любомир Іванович  | Сільський голова, 1960 року народження, освіта середня спеціальна, безпартійний | 31.10.2010   |                 |

Примітка: таблиця складена за даними джерела